# Andrew Fletcher
Andrew John Leonard Fletcher (znan kao "Fletch"), (Nottingham, 8. srpnja 1961. – Brighton, 26. svibnja 2022.) bio je britanski glazbenik i klavijaturist sastava Depeche Mode.

## Karijera

### Depeche Mode
Fletch je zapravo svirao bass gitaru u sastavu s Vinceom Clarkom, ali je počeo svirati klavijature u grupi Composition of Sound s Clarkom i Martinom Gore-om. 1980. godine, ta trojica glazbenika osnovali su Depeche Mode, a glavni vokal je David Gahan. Fletch nikada nije bio vodeći glazbenik u sastavu, ali više imao ulogu menadžera, što mu je jača strana. Također nikada nije napisao niti jednu pjesmu za grupu, premda je u jednom intervju-u rekao kako je pokušao.

### Uloga
Fletcher je kao  "glasnogovornik" sastava, koji često najavljuje vijesti o Depeche Mode grupi, posebno s novinarima
Također je rekao kako je on član sastava koji stavlja sastav na okup, i to je jedan od glavnih faktoru u traženju razumnog rješenja kako bi se riješio određeni problem.

## Osobni život
Fletch je bio oženjen s Grainne 14 godina te ima dvoje djece, Megan i Joe. Fletcherovi roditelji su Joy i John. Ima dva brata i jednu sestru, a on je najstariji. Bio je u vezi s engleskom glumicom Jennifer Saunders skoro cijelu godinu početkom 1980-tih.

## Detalji o Fletchu
- Omiljena pjesma grupe Depeche Mode mu je World in My Eyes.
- Navija za nogometni klub Chelsea FC, premda nije iz Londona.
- Fletch je odgovoran za naslov dokumentarnih filmova koji dolaze uz nova izdanja albumaViolator  i Music for the Masses. Naslovi su uzeti iz njegovih fraza tijekom davanja intervju-a.
- Parodija pjesama grupe Depeche Mode "Somebody", pod naslovom "Some Valium for Fletch" koja je objavljena na Internetu, i sadrži riječi pjesme koje su vezane uz Fletcherov živčani slom tijekom Devotional turneje.
- Fletch je često viđen kako na pozornici puši njegove omiljene cigarete Marlboro Light.
- Fletcherov glas može se čuti na na pauzi u pjesmi "Crucified" na albumu Violator. Njegova jedina rečenica je distorzirana. On također pjeva back vokale na pjesmi "The Sun and the Rainfall" tijekom finalnog refrena.
- Do današnjeg dana ostao je blizak prijatelj s bivšim članom sastava Depeche Mode Vince Clarke.

## Vanjske poveznice
- Službene stranice Depeche Mode-a
- Depeche Mode Hrvatska